# Water (Tyla)
Water è un singolo della cantante sudafricana Tyla, pubblicato il 28 luglio 2023 come primo estratto dal primo album in studio eponimo.
Primo singolo dell'artista a ottenere successo a livello globale, Water ha inoltre vinto un Grammy Award per la migliore interpretazione di musica africana nel 2024.

## Antefatti
Dopo aver ottenuto successo commerciale in patria già dal 2021, Tyla ha ottenuto un contratto discografico con l'etichetta statunitense Epic Records e avuto modo di esibirsi in varie città europee come artista d'apertura durante l'Under the Influence Tour di Chris Brown. Dopo aver ottenuto tali ingaggi di respiro internazionale, l'artista ha iniziato a pubblicare alcuni singoli, fino ad arrivare alla pubblicazione di Water nel luglio 2023.
A partire dall'agosto 2023, il brano ha ottenuto un'attenzione crescente sulla piattaforma di videosharing TikTok: partendo da alcuni video in cui la stessa Tyla eseguiva una coreografia sulle note del brano, numerosi utenti hanno iniziato a eseguire la stessa coreografia in altri video, provocandone un aumento repertino della notorietà.

## Successo commerciale
Dopo aver ottenuto rilevanza online, il singolo ha iniziato a scalare le classifiche internazionali, raggiungendo la top 10 di classifiche come la statunitense Billboard Hot 100, la britannica Official Singles Chart, l'irlandese Irish Singles Chart e la danese Hitlisten. In particolare, questo risultato ha fatto sì che Tyla diventasse la prima artista sudafricana a entrare nella suddetta classifica statunitense nell'arco di 55 anni, oltre che la solista femminile africana ad aver raggiunto la più alta posizione di sempre nella classifica.

## Remix
Il 17 novembre 2023 sono stati pubblicati due remix ufficiali del brano, uno in duetto con il rapper Travis Scott e uno in collaborazione con il DJ Marshmello.

## Classifiche

### Classifiche settimanali
| Classifica (2023-24) | Posizione massima |
| -------------------- | ----------------- |
| Australia            | 6                 |
| Austria              | 46                |
| Belgio (Fiandre)     | 30                |
| Belgio (Vallonia)    | 12                |
| Brasile              | 59                |
| Bulgaria             | 2                 |
| Canada               | 22                |
| Danimarca            | 10                |
| Emirati Arabi Uniti  | 1                 |
| Filippine            | 8                 |
| Francia              | 22                |
| Germania             | 25                |
| Grecia               | 5                 |
| Irlanda              | 6                 |
| Islanda              | 14                |
| Lettonia             | 14                |
| Lituania             | 14                |
| Lussemburgo          | 6                 |
| Norvegia             | 14                |
| Nuova Zelanda        | 1                 |
| Paesi Bassi          | 6                 |
| Panama               | 71                |
| Polonia              | 83                |
| Portogallo           | 9                 |
| Regno Unito          | 4                 |
| Romania              | 1                 |
| Singapore            | 14                |
| Slovacchia           | 57                |
| Stati Uniti          | 7                 |
| Sudafrica            | 3                 |
| Svezia               | 10                |
| Svizzera             | 11                |

### Classifiche di fine anno
| Classifica (2023) | Posizione |
| ----------------- | --------- |
| Paesi Bassi       | 82        |
| Classifica (2024) | Posizione |
| Australia         | 38        |
| Bulgaria          | 8         |
| Canada            | 39        |
| Danimarca         | 85        |
| Estonia           | 121       |
| Filippine         | 55        |
| Francia           | 125       |
| Nuova Zelanda     | 29        |
| Paesi Bassi       | 62        |
| Portogallo        | 26        |
| Regno Unito       | 46        |
| Stati Uniti       | 24        |
| Sudafrica         | 21        |
| Svizzera          | 43        |